# Greifenhain (Frohburg)
Greifenhain ist ein Ortsteil der Stadt Frohburg im Landkreis Leipzig (Freistaat Sachsen). Er wurde am 1. April 1995 eingemeindet.

## Geografie

### Geografische Lage und Verkehr
Greifenhain liegt direkt östlich von Frohburg am Greifenhainer Bach und am Fischbach. Der Ort gehört zum Kohrener Land. Er unterteilt sich in die Groß- und die Kleinseite.
Südlich von Greifenhain verläuft die Bundesstraße 7, im Osten und Norden die Bundesautobahn 72. Nördlich des Orts verläuft ebenfalls die Bahnstrecke Neukieritzsch–Chemnitz.

### Nachbarorte
| Nenkersdorf | Prießnitz                                   | Frauendorf |
| Frohburg    | Kompassrose, die auf Nachbargemeinden zeigt |            |
| Wolftitz    | Streitwald                                  | Roda       |

## Geschichte

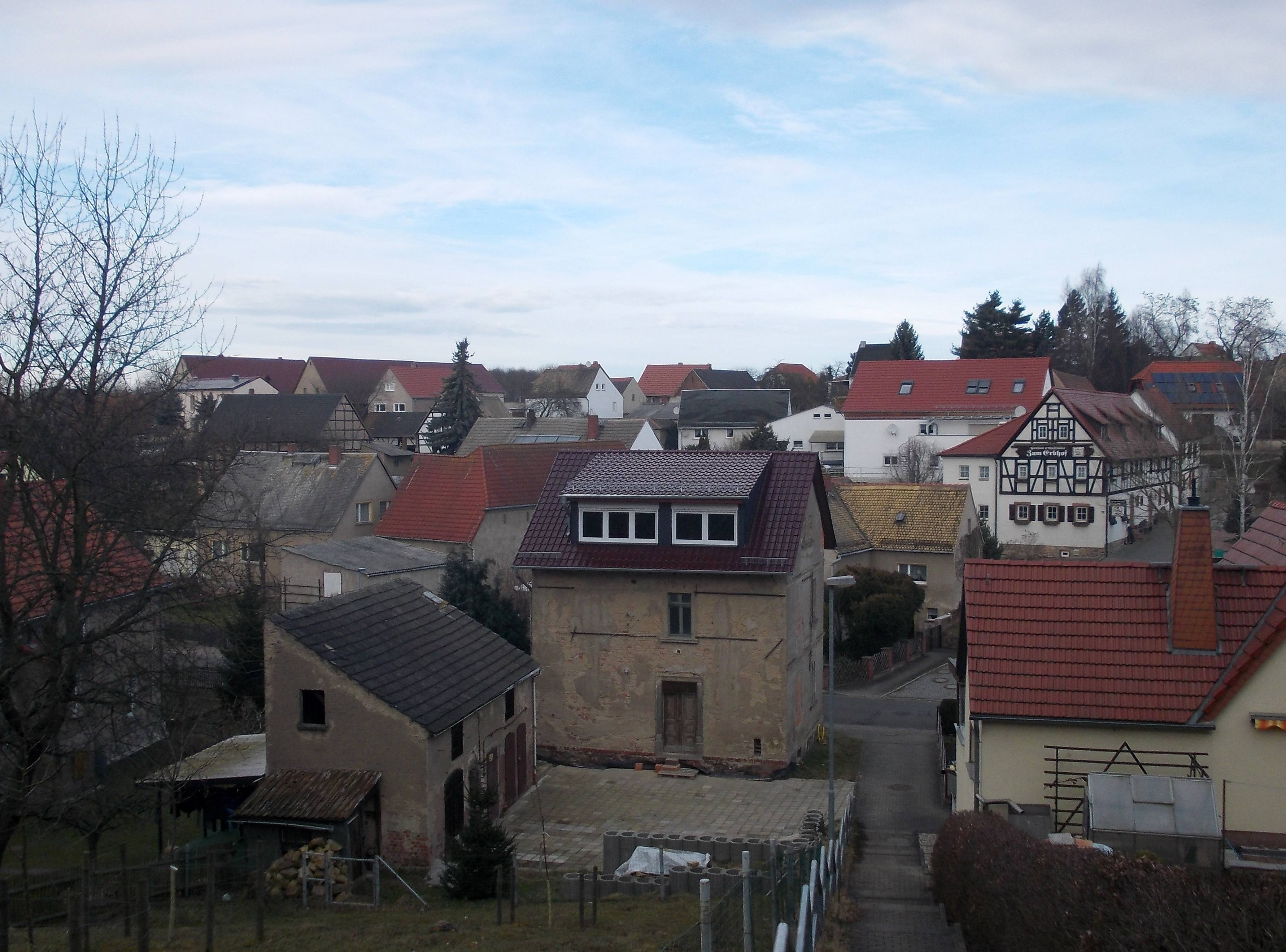
Baderberg-Blick auf Greifenhain

Greifenhain wurde im Jahre 1172 erstmals in einer Stiftungsurkunde des Klosters St. Maria am Berge in Altenburg erwähnt. Die Nennung eines Radeboto de Griphinhagen lässt die Deutung zu, dass es im Ort einen Herrensitz gegeben haben kann. 1215 ist der Ort als „Greiffenhayn“ in einer Urkunde des Markgrafen Dietrich von Meißen aufgeführt. Um 1375 gehörte Greifenhain zum „castrum Altenburg“. Ab Mitte des 16. Jahrhunderts lag der Ort bis 1856 im kursächsischen bzw. königlich-sächsischen Amt Borna. Bezüglich der Grundherrschaft gehörte der Ort anteilig zu den Rittergütern Frohburg und Wolftitz. Die Kirche des Orts wurde bereits um 1500 erwähnt. Ab 1856 gehörte Greifenhain zum Gerichtsamt Frohburg und ab 1875 zur Amtshauptmannschaft Borna.
Durch die zweite Kreisreform in der DDR im Jahr 1952 wurde die Gemeinde Greifenhain dem Kreis Geithain im Bezirk Leipzig angegliedert, der ab 1990 als sächsischer Landkreis Geithain fortgeführt wurde und 1994 im Landkreis Leipziger Land und 2008 im Landkreis Leipzig aufging. Die Eingemeindung von Greifenhain nach Frohburg erfolgte am 1. April 1995.

## Persönlichkeiten
- Gottfried Pfitzner (1795–1887), Musiker
- Johann August Ende (1832–unbekannt), Lehrer und Autor
- Johann Friedrich Kretzschmar (1845–1924), sächsischer Staatsbeamter
- Johannes Schmidt (1861–1926), deutscher Klassischer Philologe und Gymnasiallehrer